# St. Philippus und Jakobus (Kempenich)

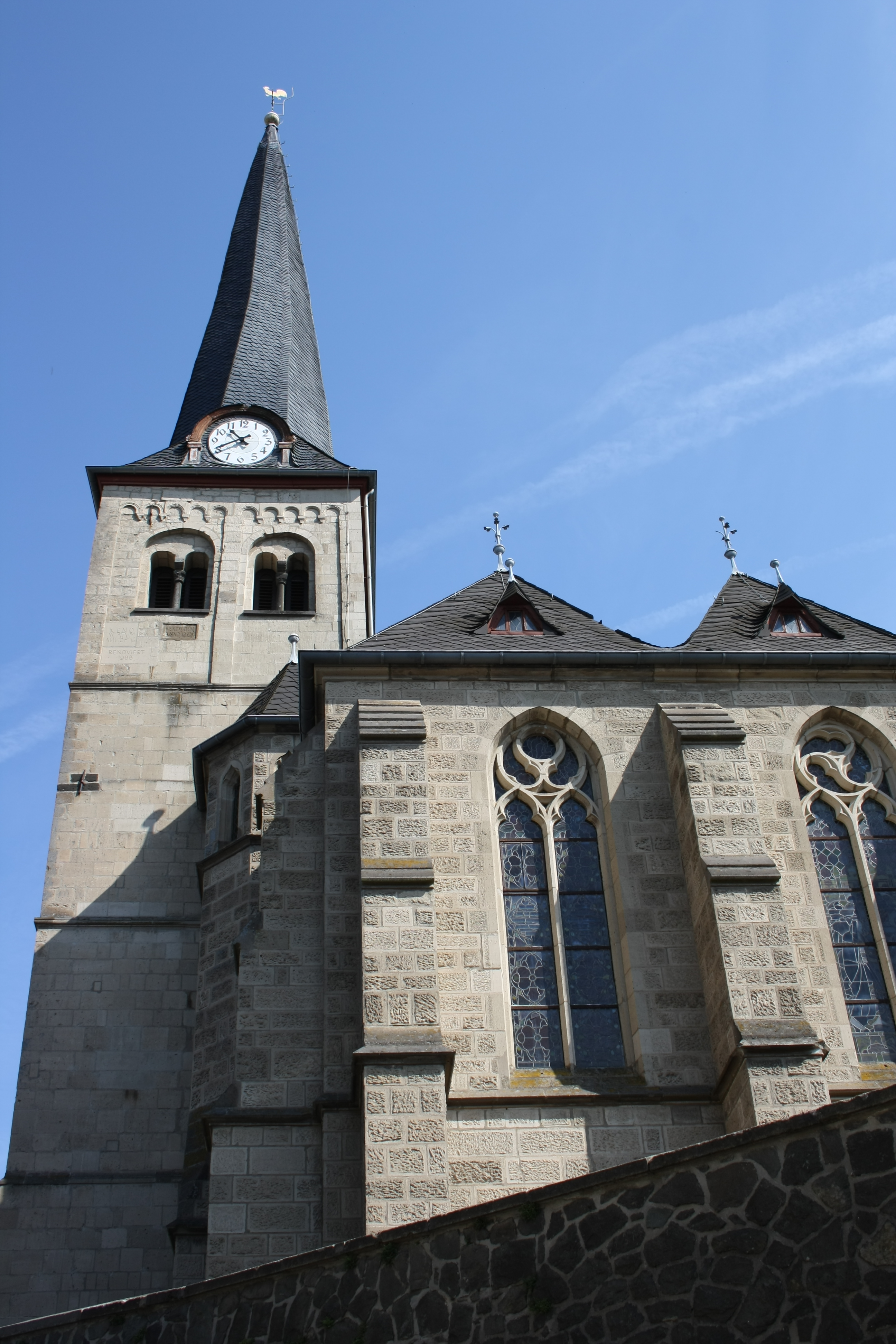
Kirche St. Philippus und Jakobus mit Westturm

Die katholische Pfarrkirche St. Philippus und Jakobus in Kempenich, einer Ortsgemeinde im Landkreis Ahrweiler im Norden von Rheinland-Pfalz, wurde ursprünglich Anfang des 13. Jahrhunderts erbaut. Die Kirche ist den Aposteln Philippus und Jakobus der Jüngere geweiht.

## Geschichte
Aus dem Patrozinium der Kirche wird auf ein hohes Alter der Kirche geschlossen. Sie wurde erstmals 1330 in der Taxa generalis des Trierer Erzbistums genannt. Der romanische Westturm wird auf Anfang des 13. Jahrhunderts datiert. Der Kern des heute noch vorhandenen Langhauses wurde um 1470 gebaut. Um 1728 vergrößerte man den Chor und an der Südseite des Ostjoches des Langhauses wurde eine Sakristei angebaut. Neben weiteren kleineren Umbauten im Laufe der Zeit war schließlich die Erweiterung in den Jahren 1904 bis 1906 wesentlich. Unter der Leitung des Bonner Architekten Johann Adam Rüppel wurde das nördliche Seitenschiff erneuert und ein südliches Seitenschiff hinzugefügt. Damit entstand die heutige vierschiffige Hallenkirche. 1919 wurde die Westempore aus Tuffstein in neogotischen Formen errichtet.

## Architektur

### Westturm
Der romanische Westturm, mit einer Grundfläche von 6 mal 6 Metern, haben vier Geschosse, die durch profilierte Gesimse voneinander getrennt sind. Die unteren drei Geschosse haben Lichtschlitze und das letzte Geschoss, mit einem Rundbogenfries über je drei Lisenen versehen, hat zwei auf Säulen ruhende Rundbogenfenster in einem rahmenden Blendwerk. Den Abschluss bildet ein profiliertes Kranzgesims aus Tuffstein und darüber erhebt sich ein schlanker, achtseitiger und leicht geknickter Helm.

### Westportal

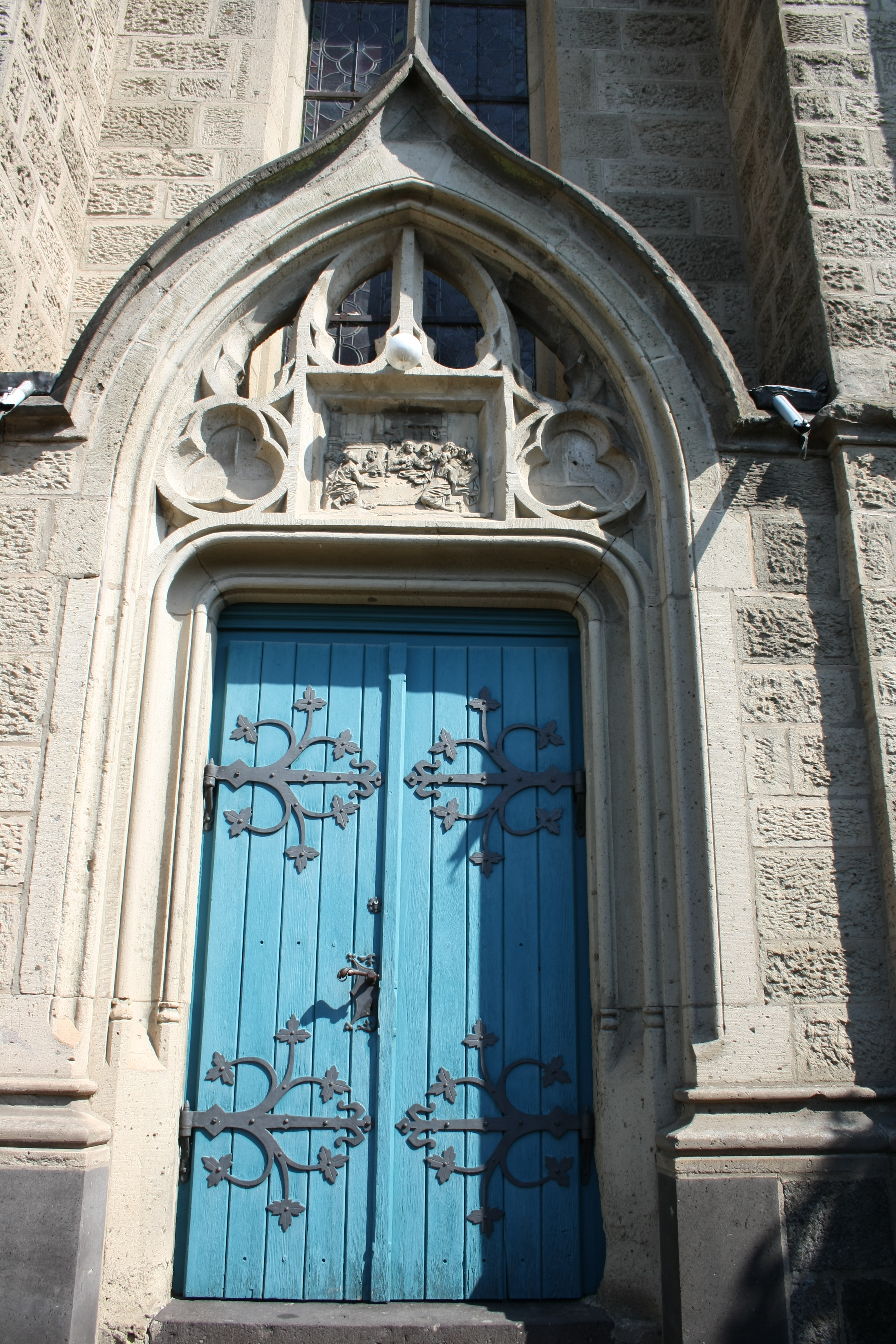
Westportal

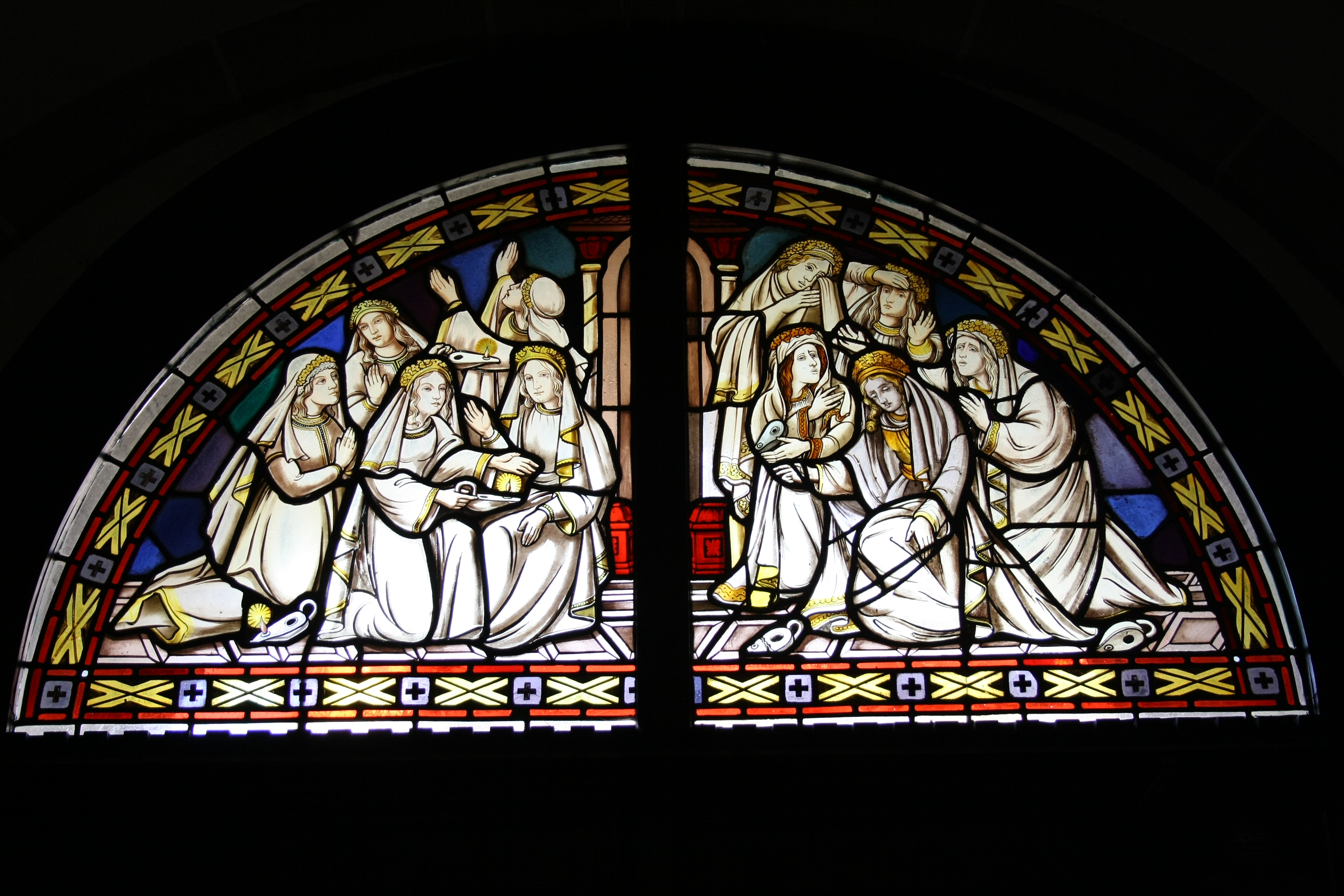
Darstellung der klugen und törichten Jungfrauen

Das rundbogige Westportal ist in eine Blende aus Basaltquadern eingelassen. Der Vorraum wird von einem Kreuzrippengewölbe überfangen und von einem halbrunden Bleiglasfenster mit der Darstellung der klugen und törichten Jungfrauen abgetrennt.

### Kirchenschiffe
Das spätgotische Langhaus hatte ursprünglich vier Joche. Beim barocken Umbau wurde ein Satteldach über alle Schiffe errichtet und das Langhaus verändert. Der Innenraum hat eine Abfolge von Kreuz-, Netz-, Stern- und wiederum Netzgewölben, die auf achteckigen Pfeilern ruhen. An den Pfeilern gibt es keine  Kapitelle, sondern Konsolen in Form von wappentragenden Figuren bzw. Aposteln.
Die nach dem Umbau Anfang des 20. Jahrhunderts vierschiffige Hallenkirche hat ein umlaufendes Gesims, auf dem die Fenstersohlbänke aufsitzen. Das Maßwerk der Fenster ist der Spätgotik nachempfunden. Die um 1905 entstandenen Bleiglasfenster wurden von Gassen & Blaschke (Düsseldorf) und Oidtmann in Linnich hergestellt.

## Ausstattung
Der trommelförmige Taufstein (im Innern mit einer Szene aus dem Alten Testament erneuert) mit einem eingeritzten Rautenmuster wird in die erste Hälfte des 13. Jahrhunderts datiert. An unteren Rand ist er mit einem Blattfries verziert.
Am Aufgang zur Sakristei befindet sich in der Wand ein Sakramentsschrein, der mit einem spätgotischen Eisengitter verschlossen ist.
Der linke Seitenaltar, ein Marienaltar aus dem 18. Jahrhundert, stammt aus dem ehemaligen Dominikanerkloster in Koblenz.
In der Seitenkapelle links nach dem Westeingang befinden sich zwei Grabdenkmäler. Eines ist die Grabplatte der Elisabeth Schilling von Lahnstein († 1547/1552) aus Tuff mit lebensgroßer Darstellung der Verstorbenen mit einem Rosenkranz in den gefalteten Händen. Außen sind Ahnenwappen zu sehen. Der Sockel, der mit einer Inschriftentafel versehen war, ist zerstört. Gegenüber befindet sich an der Wand die Grabplatte der Elisabeth Schenk von Schmittburg. Die mit zweieinhalb Monaten Verstorbene wird als Wickelkind in einer halbrunden, mit Pilastern mit Inschriften gerahmten Nische dargestellt.